# کورتو (استان اشوی‌داشکسیه)
کورتو (به لهستانی: Koryto) یک منطقهٔ مسکونی در لهستان است که در گمینا چارنوچین (استان اشوی‌داشکسیه) واقع شده‌است.